# کیریل ناریشکین
کیریل پولوکتوویچ ناریشکین (به روسی: Кирилл Полуэктович Нарышкин) (۱۶۲۳ – ۳۰ آوریل ۱۶۹۱) یک فرمانده نظامی و بویار از خاندان ناریشکین در زمان سلطنت تزار الکسی یکم بود. او پدر ناتالیا ناریشکینا و پدربزرگ مادری پتر کبیر بود.

## زندگی‌نامه
نام کیریل ناریشکین برای اولین بار در سال ۱۶۴۶ و هنگامی که او و شاهزاده نیکیتا ایوانوویچ اودویوسکی برای محافظت از مرزهای جنوبی مسکووی در برابر حملات احتمالی تاتارهای کریمه اعزام شدند، ذکر شده است. در سال ۱۶۵۴، کیریل ناریشکین در لشکرکشی‌های الکسی یکم علیه لهستان و لیتوانی شرکت کرد. در سال ۱۶۵۸، کیریل ناریشکین به عنوان رئیس یک واحد استرلتسی در اسمولنسک خدمت کرد. او سال ۱۶۶۰ به عنوان یک فرمانده به منطقه ترک فرستاده شد تا حملات نوقایی‌های شورشی را دفع کند و دو سال بعد به کازان فرستاده شد تا به عنوان دومین وویوود (فرمانده نظامی) شاهزاده شولشوف خدمت کند.
ازدواج تزار با ناتالیا ناریشکینا دختر کیریل در سال ۱۶۷۱، زندگی ناریشکین‌ها را تا حد زیادی دگرگون کرد. کیریل به مسکو احضار شد تا در عروسی دخترش شرکت کند و سپس هدایا و جوایز بی‌شماری دریافت کرد. در همان سال، به او مقام «دِوریانستوف» (مقام سوم در دومای بویار پس از بویار و اوکولنیچی) اعطا شد و تنها یک سال بعد همراه با آرتامون ماتویف (پدرخوانده ناتالیا) در روز تولد تزارویچ پتر به مقام «اوکولنیچی» ترقی یافت و املاک، مستغلات و حقوق فراوانی دریافت کرد. مجدداً در سال ۱۶۷۱، کیریل پس از شورش استپان رازین در منطقه نیژنی نووگورود در سرکوب آن شرکت کرد. از زمانی که او در ۲۷ نوامبر ۱۶۷۲ به مقام «بویار» رسید، دیگر هرگز در دربار سلطنتی یا در سیاست روسیه تزاری نقش مهمی ایفا نکرد؛ فقط گاهی در زمان شرف‌یابی تزار در مسکو، صومعه‌های مختلف یا سفرهای گوناگون به حومه شهر، بر اوضاع نظارت می‌کرد.
در زمان سلطنت فیودور سوم، به نظر می‌رسد که کیریل ناریشکین از شرکت در بارگاه‌های سلطنتی (احتمالاً به دلیل فتنه‌های میلوسلاوسکی‌ها) منع شده است؛ زیرا دیگر در مهمانی‌های رسمی یا پذیرایی از سفیران خارجی نامی از او دیده نمی‌شود. با این حال، او در سال ۱۶۸۲ و به منظور از بین بردن سیاست «مستنیچستوف» (اشراف‌زاده سالاری) حضور داشت و در بین کسانی بود که قطعنامه نهایی خود را امضا کردند. در طول شورش ۱۶۸۲ مسکو، کیریل ناریشکین مجبور شد شاهد چندین فاجعه خانوادگی باشد: نوه‌اش پتر و دخترش ناتالیا از قدرت کنار گذاشته شدند، پسرانش توسط استرلتسی‌ها به قتل رسیدند و سپس خود او از مقامش خلع شد و به صومعه کیریلو-بلوزرسکی تبعید شد.
به محض سقوط میلوسلاوسکی‌ها و به قدرت رسیدن پتر و ناتالیا ناریشکینا، کیریل ناریشکین می‌توانست به دربار بازگردد؛ اما به دلیل کهنسالی خود تصمیم گرفت پشت دیوارهای صومعه باقی بماند. او در ۳۰ آوریل ۱۶۹۱ در آن صومعه درگذشت. همسر او آنا لئونتیونا لئونتیوا نیز در ۲ ژوئیه ۱۷۰۶ درگذشت و در صومعه ویسوکوپتروسکی به خاک سپرده شد.